# Джуніор Моріас
Джуніор Августус Моріас (англ. Junior Augustus Morias, нар. 4 липня 1995, Кінгстон) — ямайський футболіст, нападник клубу шотландського Прем'єршипу «Сент-Міррен». 
Вихованець дитячо-юнацької академії «Фулгема», розпочав професіональну кар'єру у липні 2012 року в складі «Вікем Вондерерз», який відправляв Джуніора в оренду до «Гендон» та «Борем Вуда», допоки в жовтні 2014 року вільним агентом не підписав контракт з «Борем Вуд». Відзначився переможним голом у фіналі плей-оф Південної Конференції. У січні 2016 року відправився в оренду до «Вайтгоука», а в липні 2016 року був проданий у «Сент-Олбанс Сіті», де своєю грою посприяв переходу до «Пітерборо Юнайтед» у січні 2017 року. У липні 2018 року підписав 2-річний контракт з представником Другої ліги «Нортгемптон Таун». Проте вже через рік перейшов у «Сент-Міррен».

## Клубна кар'єра

### «Вікем Вондерерз»
Народився 4 липня 1995 року в місті Кінгстон. Вихованець академії «Фулгема», але в 2011 році підписав 2-річний юнацький контракт з «Вікем Вондерерз». По завершенні першого року юнацького контракту, у липні 2012 року підписав першу професіональну угоду. На професіональному рівні дебютував 29 вересня 2012 року в програному (0:3) виїзному поєдинку проти «Дагенем енд Редбрідж», в якому вийшов на заміну Джо Куффуру. Вперше у стартовому складі команди вийшов на поле 3 листопада в програному (1:4) поєдинку кубку Англії проти «Кру Александра». У сезоні 2012/13 років виходив на поле в 19 матчах Другої ліги, в усих випадках — з лави запасних.
У січні 2013 року відправився в оренду до представника Прем'єр-дивізіону Істмійської ліги «Гендон», у футболці якого дебютував 30 січня в поєдинку проти «Кройдона». У складі «зелених» відзначився 4-ма голами в 7-ми матчах, а серпні 2013 року знову повернувся в оренду де «Гедона», за який відзначився голом у 7-ми матчах. 23 січня 2014 року перейшов в оренду до «Борем Вуд». До завершення сезону 2013/14 років забив вісім м'ячів у 15 поєдинках у Південній конференції за «Вуд», провів 9 матчів зв «Вікем», окрім цього провів 7 матчів за «Гедон».
Однак до завершення літнього трансферного вікна (1 вересня 2014 року) домовився про дострокове розірвання контракту з клубом з «Адамс Парк». Його від'їзд відбувся менш ніж через три місяці після того, як гравець підписав новий однорічний контракт з клубом, а головний тренер Гарет Ейнсворт відмовився пояснити мотиви рішення, сказавши лише, що «я б краще не коментував, як це сталося, з поваги до Джуніора».

### «Борем Вуд»
6 жовтня 2014 року, після відходу з «Вікем Вондерерз», перейшов вільним агентом у «Борем Вуд». У сезоні 2014/15 років відзначився 12-ма голами в 31-му поєдинку, у тому числі й 9 травня 2015 року переможним голом у фіналі плей-оф Південної Конференції на «Мідоу Парк» проти «Вайтгоук». 29 січня 2016 року в пошуках ігрового часу та кращої фізичної підготовки перейшов в оренду до «Вайтгоук», але взяв участь лише у двох матчах за «Яструбів». У сезоні 2015-16 років відзначився двома голами в 29 матчах Національної ліги за «Борем Вуд», а в червні 2016 року відмовився продовжувати контракт й залишив команду.

### «Сент-Олбанс Сіті»
4 липня 2016 року за нерозкриту плату приєднався до «Сент-Олбанс Сіті» з Національної ліги Півдня. У першому ж матчі чемпіонату 2016/17 відзначився дебютним голом за нову команду в переможному (2:0) поєдинку проти «Конкорд Рейнджерс» на «Кларенс Парк». 6 листопада відзначився двома голами в програному (3:5) поєдинку першого раунду кубку Англії проти «Карлайл Юнайтед». Його перший м'яч у ворота «Карлайла» приніс йому не лише звання Голу раунду кубку Англій, але й нагороду «Найкращий гол сезону Сент-Олбанс Сіті». Після продажу Моріаса Пітерборо, менеджер Єн Еллінсон заявив, що «Коли ми підписали Джуніора ще в липні, я сказав, що клуб зробить все можливе, щоб допомогти йому повернутися у Футбольну лігу, тому я радий, що ми виконали власну обіцянку».

### «Пітерборо Юнайтед»
1 січня 2017 року перейшов до представника Першої ліги «Пітерборо Юнайтед». Дебютував за нову команду в нічийному поєдинку проти «Сканторп Юнайтед», провів на полі 80 хвилин, перш ніж його замінив Том Ніколс. Дебютним голом у Футбольній лізі Англії відзначився 4 листопада, чим допоміг «Пітерборо» з рахунком 3:0 обіграти «Порт Вейл». Завершив сезон 2016/17 років у Першій лізі з 4-ма голами в 20-ти матах. У вересні 2017 року після розриву стегна вибув з тренувального процесу на п'ять місяців; головний Грант Макканн сказав, що «це розчаровує, оскільки він так добре розпочав сезон». Після відновлення від травми провів 31 матч у сезоні 2017–18 років, відзначився 7-ма голами. У травні 2018 року новий менеджер Стів Еванс включив Моріаса до списку гравців, яких клуб з «Лондон-Роуд» планує продати.

### «Нортгемптон Таун»
13 липня 2018 року за невідому шестизначну суму відступних перейшов до представника Другої ліги «Нортгемптон Таун», з яким підписав 2-річний контракт. 

### «Сент-Міррен»
22 серпня 2019 року за невідому плату підписав 2-річний контракт з представником шотландського Прем'єршипу, «Сент-Мірреном».

## Стиль гри
Джуніор — нападник з потужним ударом.

## Статистика виступів

### Клубна
Станом на 11 березня 2020
| Клуб                 | Сезон             | Ліга                              | Ліга  | Ліга | Кубок Англії | Кубок Англії | Кубок ліги | Кубок ліги | Інші  | Інші | Загалом | Загалом |
| Клуб                 | Сезон             | Дивізіон                          | Матчі | Голи | Матчі        | Голи         | Матчі      | Голи       | Матчі | Голи | Матчі   | Голи    |
| -------------------- | ----------------- | --------------------------------- | ----- | ---- | ------------ | ------------ | ---------- | ---------- | ----- | ---- | ------- | ------- |
| «Вікем Вондерерз»    | 2012–13           | Друга ліга                        | 19    | 0    | 1            | 0            | 0          | 0          | 2     | 0    | 22      | 0       |
| «Вікем Вондерерз»    | 2013–14           | Друга ліга                        | 8     | 0    | 1            | 0            | 0          | 0          | 0     | 0    | 9       | 0       |
| «Вікем Вондерерз»    | Загалом           | Загалом                           | 27    | 0    | 2            | 0            | 0          | 0          | 2     | 0    | 31      | 0       |
| «Гендон» (оренда)    | 2012–13           | Прем'єр-дивізіон Істмійської ліги | 7     | 4    | —            | —            | —          | —          | 1     | 1    | 8       | 5       |
| «Гендон» (оренда)    | 2013–14           | Прем'єр-дивізіон Істмійської ліги | 7     | 1    | —            | —            | —          | —          | 0     | 0    | 7       | 1       |
| «Гендон» (оренда)    | Загалом           | Загалом                           | 14    | 5    | 0            | 0            | 0          | 0          | 1     | 1    | 15      | 6       |
| «Борем Вуд» (оренда) | 2013–14           | Південна Конференція              | 15    | 8    | —            | —            | —          | —          | 0     | 0    | 15      | 8       |
| «Борем Вуд»          | 2014–15           | Південна Конференція              | 27    | 10   | 1            | 0            | —          | —          | 3     | 2    | 31      | 12      |
| «Борем Вуд»          | 2015–16           | Національна ліга                  | 29    | 2    | 3            | 1            | —          | —          | 0     | 0    | 32      | 3       |
| «Борем Вуд»          | Загалом           | Загалом                           | 56    | 12   | 4            | 1            | 0          | 0          | 3     | 2    | 63      | 15      |
| «Вайтгоук» (оренда)  | 2015–16           | Національна ліга Півдня           | 2     | 0    | —            | —            | —          | —          | 0     | 0    | 2       | 0       |
| «Сент-Олбанс Сіті»   | 2016–17           | Національна ліга Півдня           | 20    | 9    | 1            | 2            | —          | —          | 2     | 0    | 23      | 11      |
| «Пітерборо Юнайтед»  | 2016–17           | Перша ліга                        | 20    | 4    | 0            | 0            | 0          | 0          | 0     | 0    | 20      | 4       |
| «Пітерборо Юнайтед»  | 2017–18           | Перша ліга                        | 25    | 6    | 2            | 0            | 1          | 0          | 3     | 0    | 31      | 7       |
| «Пітерборо Юнайтед»  | Загалом           | Загалом                           | 45    | 10   | 2            | 0            | 1          | 0          | 3     | 0    | 51      | 11      |
| «Нортгемптон Таун»   | 2018–19           | Друга ліга                        | 19    | 6    | 1            | 0            | 1          | 0          | 2     | 0    | 23      | 6       |
| «Сент-Міррен»        | 2019–20           | Прем'єршип Шотландії              | 26    | 2    | 3            | 0            | 0          | 0          | 0     | 0    | 29      | 2       |
| Усього за кар'єру    | Усього за кар'єру | Усього за кар'єру                 | 224   | 52   | 13           | 3            | 2          | 0          | 13    | 3    | 252     | 59      |

1. ↑  Матчі в Трофеї футбольної ліги
2. ↑  Матчі в плей-оф Південної Конференції
3. ↑  Матчі в Трофеї ФА
4. 1 2  Матчі в Трофеї Футбольної ліги

## Досягнення
«Борем Вуд»
- Плей-оф Південної Конференції
- Чемпіон (1): 2015